# Rattenkönig
A Rattenkönig a francia egyszemélyes black metal zenekar Mütiilation negyedik nagylemeze. 2005. január 14-én lett kiadva az Ordealis Records kiadó által, ismeretlen példányszámban. Az album egy germán népmeséről lett elnevezve. 2006-ban az albumot az End All Life Productions is kiadta. A Rattenkönig egy remixelt változatát később kiadta a Dark Adversary Productions. Az albumon való munkálatok összességét Meyna'ch végezte.

## Számlista
1. "That Night When I Died" (6:45)
2. "Testimony of a Sick Brain" (4:57)
3. "The Bitter Taste of Emotional Void" (7:33)
4. "Black Coma" (4:17)
5. "The Pact (The Eye of the Jackal)" (6:49)
6. "The Ecstatic Spiral to Hell" (4:35)
7. "I, Satan's Carrion" (5:24)
8. "Rattenkönig" (7:22)

## Fordítás
Ez a szócikk részben vagy egészben  a   Rattenkönig című angol Wikipédia-szócikk fordításán alapul.  Az eredeti cikk szerkesztőit annak laptörténete sorolja fel. Ez a jelzés csupán a megfogalmazás eredetét és a szerzői jogokat jelzi, nem szolgál a cikkben szereplő információk forrásmegjelöléseként.